# 長野GaRons
長野☆GaRons（ながのガロンズ）は、長野県須坂市を活動拠点とする男子バレーボールクラブチームである。2025-26シーズンはV.LEAGUE MEN 東地区に所属。

## 概要
運営は(株)信州スポーツプロモーション。
1974年に富士通長野工場のバレーボール部として設立。2015年にクラブ化しVリーグ準加盟チームとしてV・チャレンジリーグII（3部相当）に参戦。2018年、新生V.LEAGUEのDIVISION2（V2リーグ、2部相当）に昇格。
チーム名の「GaRons」（臥竜・がろん）は、地元須坂市の観光名所である臥竜公園をイメージしたものである。

## 歴史
1974年に長野市にある富士通長野工場のバレー部として創部した。何度かチーム名の変遷を経て、2009年1月に開催された第29回地域リーグ一次リーグ東部大会に富士通グループ長野として初出場しいきなり準優勝を果たし、引き続き出場したプレーオフでも準優勝した。翌年の第30回大会において、一次リーグ東部リーグ優勝、プレーオフ優勝を達成した。また2013年1月から開催された第2回全国6人制バレーボールリーグ総合男女優勝大会においても、東部リーグ優勝、グランドチャンピオンマッチ優勝を果たしている。
2015年に本拠地を須坂市に移転するとともに、チーム名をF長野に改名しVリーグ参戦を目指すことになり、9月にVリーグ準加盟申請を行った。11月、チーム運営会社として「(株)信州スポーツプロモーション」を設立。また、チーム名候補の中から公募により長野☆GaRonsに決定した。GaRons（臥龍）は地元須坂市の臥竜公園をイメージしたものである。
2016年2月12日、Vリーグ機構は、長野☆GaRonsのVリーグ準加盟内定と2016/17V・チャレンジリーグIIへの参戦を発表した。
初出場した2016/17VチャレンジリーグIIでは、12勝9敗で4位となり健闘した。
2017/18シーズンではやや順位を落としたものの、次シーズンより始まる新生V.LEAGUEのS2ライセンスを取得。1つ上のV2リーグ（2部相当）出場になると同時にVリーグ正式加盟（入社）も内定した。
2018-19シーズン、V2初年度は4勝20敗と苦戦した。チーム事情により選手とスタッフが多くチームを離れ、解散危機に陥る。
スポンサーや他チームの助言などで何とかチーム存続となったが、2019-20シーズンは20試合で2勝しかできず12チーム中最下位となる。
2020-21シーズン、翌シーズンのライセンス交付において、競技力、運営力、財務力の低迷が指摘され、ライセンスがS3に格下げされた。それにより、当シーズン終了をもってV3リーグに降格することが確定した。一方、リーグ戦の方は躍進し、10勝10敗の五分の成績を挙げて6位の成績を残した。
2021-22シーズン、翌シーズンのS2ライセンスを取得した。それにより、V3リーグで2位以内に入れば、V・チャレンジマッチのV2・V3入替戦に出場できることとなった。しかし、V3リーグではアイシンティルマーレに5戦全敗するなど苦戦して7勝8敗の3位で終え、V2復帰はお預けとなった。
2024-25シーズン終了後、前身の富士通長野時代から在籍していた監督の篠崎寛が退任。

## 成績

### 主な成績
V.LEAGUE DIVISION2 MEN
- 優勝 なし

V・チャレンジリーグII / V.LEAGUE DIVISION3 MEN
- 優勝 なし

地域リーグ（プレーオフ）
- 優勝 1回（2010年）
- 準優勝 1回（2009年）

全国6人制バレーボールリーグ総合男女優勝大会（グランドチャンピオンマッチ）
- 優勝 1回（2012年）

### 年度別成績

#### V・プレミアリーグ / V・チャレンジリーグ
| 所属         | 年度    | 最終 順位 | 参加 チーム数 | レギュラーラウンド | レギュラーラウンド | レギュラーラウンド | レギュラーラウンド | ポストシーズン | ポストシーズン | ポストシーズン |
| 所属         | 年度    | 最終 順位 | 参加 チーム数 | 順位               | 試合               | 勝                 | 敗                 | 試合           | 勝             | 敗             |
| ------------ | ------- | --------- | ------------- | ------------------ | ------------------ | ------------------ | ------------------ | -------------- | -------------- | -------------- |
| チャレンジII | 2016/17 | 4位       | 8チーム       | 4位                | 21                 | 12                 | 9                  | -              | -              | -              |
| チャレンジII | 2017/18 | 7位       | 10チーム      | 7位                | 18                 | 9                  | 9                  | -              | -              | -              |

#### V.LEAGUE (2018-2024)
| 所属      | 年度    | 最終 順位 | 参加 チーム数 | レギュラーラウンド | レギュラーラウンド | レギュラーラウンド | レギュラーラウンド | ポストシーズン | ポストシーズン | ポストシーズン | 備考            |
| 所属      | 年度    | 最終 順位 | 参加 チーム数 | 順位               | 試合               | 勝                 | 敗                 | 試合           | 勝             | 敗             | 備考            |
| --------- | ------- | --------- | ------------- | ------------------ | ------------------ | ------------------ | ------------------ | -------------- | -------------- | -------------- | --------------- |
| DIVISION2 | 2018-19 | 8位       | 9チーム       | 8位                | 24                 | 4                  | 20                 | -              | -              | -              |                 |
| DIVISION2 | 2019-20 | 12位      | 12チーム      | 12位               | 20                 | 2                  | 18                 | -              | -              | -              |                 |
| DIVISION2 | 2020-21 | 6位       | 13チーム      | 6位                | 20                 | 10                 | 10                 | -              | -              | -              |                 |
| DIVISION3 | 2021-22 | 3位       | 4チーム       | 3位                | 15                 | 7                  | 8                  | -              | -              | -              | 不戦勝1を含む。 |
| DIVISION3 | 2022-23 | 7位       | 10チーム      | 7位                | 27                 | 10                 | 17                 | -              | -              | -              |                 |
| DIVISION3 | 2023-24 | 2位       | 10チーム      | 3位                | 20                 | 13                 | 7                  |                |                |                |                 |

#### SV.LEAGUE / V.LEAGUE
| 所属     | 年度    | 最終 順位 | 参加 チーム数      | レギュラーラウンド | レギュラーラウンド | レギュラーラウンド | レギュラーラウンド | ポストシーズン | ポストシーズン | ポストシーズン | 備考 |
| 所属     | 年度    | 最終 順位 | 参加 チーム数      | 順位               | 試合               | 勝                 | 敗                 | 試合           | 勝             | 敗             | 備考 |
| -------- | ------- | --------- | ------------------ | ------------------ | ------------------ | ------------------ | ------------------ | -------------- | -------------- | -------------- | ---- |
| V.LEAGUE | 2024-25 | 12位      | 8チーム （東地区） | 6位                | 28                 | 10                 | 18                 | -              | -              | -              |      |

## 選手・スタッフ(2025-26)

### 選手
| 背番号                                                                 | 名前     | シャツネーム | 生年月日（年齢）       | 身長 | 国籍 | Pos | 在籍年  | 前所属          | 備考         |
| ---------------------------------------------------------------------- | -------- | ------------ | ---------------------- | ---- | ---- | --- | ------- | --------------- | ------------ |
| 1                                                                      | 内藤大   | NAITO        | 2001年6月21日（24歳）  | 175  | 日本 | L   | 2024年- | 順天堂大学      |              |
| 2                                                                      | 齊藤優太 | SAITO        | 1998年10月25日（26歳） | 187  | 日本 | MB  | 2022年- | 群雄会（9人制） |              |
| 3                                                                      | 常田将志 | TOKIDA       | 2001年10月1日（23歳）  | 182  | 日本 | OP  | 2024年- | 山梨学院大学    |              |
| 4                                                                      | 奥原蓮   | REN          | 2001年2月19日（24歳）  | 178  | 日本 | OH  | 2021年- | 山梨学院大学    |              |
| 5                                                                      | 川角純平 | KAWASUMI     | 2000年7月19日（24歳）  | 186  | 日本 | OH  | 2023年- | 大東文化大学    | 副キャプテン |
| 6                                                                      | 中條立樹 | NAKAJO       | 2001年3月17日（24歳）  | 188  | 日本 | MB  | 2022年- | 大東文化大学    |              |
| 7                                                                      | 小林雅治 | KOBAYASHI    | 1999年11月6日（25歳）  | 189  | 日本 | MB  | 2021年- | 岐阜協立大学    | キャプテン   |
| 8                                                                      | 丸山正和 | MARUYAMA     | 1999年10月15日（25歳） | 177  | 日本 | S/L | 2023年- | 駒澤大学        |              |
| 9                                                                      | 志水一哉 | SHIMIZU      | 2002年1月7日（23歳）   | 180  | 日本 | S   | 2024年- | 国士舘大学      |              |
| 10                                                                     | 鹿嶌俊祐 | SYUNSUKE     | 2002年1月10日（23歳）  | 196  | 日本 | MB  | 2024年- | 近畿大学        |              |
| 12                                                                     | 岩澤光國 | IWASAWA      | 2004年11月29日（20歳） | 176  | 日本 | OH  | 2023年- | 東海大菅生高校  |              |
| 13                                                                     | 竹内優汰 | TAKEUCHI     | 2005年9月15日（19歳）  | 181  | 日本 | OH  | 2024年- | 岡谷工業高校    |              |
| 14                                                                     | 小林慧悟 | KEIGO        | 2002年11月29日（22歳） | 180  | 日本 | OH  | 2024年- | 大東文化大学    | 新人         |
| 15                                                                     | 竹内裕貴 | HIROKI       | 2003年3月20日（22歳）  | 185  | 日本 | OH  | 2024年- | 中部学院大学    | 新人         |
| 16                                                                     | 小林哲也 | TETSUYA      | 1989年11月24日（35歳） | 193  | 日本 | OP  | 2021年- | VC長野          |              |
| 17                                                                     | 安井玄太 | YASUI        | 2003年3月23日（22歳）  | 182  | 日本 | OH  | 2024年- | 弘前大学        | 新人         |
| 18                                                                     | 松浦巧磨 | MATSUURA     | 2002年9月16日（22歳）  |      | 日本 | MB  | 2025年- | 大東文化大学    | 新人         |
|                                                                        | 松田蓮   | MATSUDA      | 2002年6月3日（23歳）   |      | 日本 | S   | 2025年- | 福岡大学        | 新人         |
| 出典：新体制発表 チーム公式サイト Vリーグ公式サイト 更新：2025年6月7日 |          |              |                        |      |      |     |         |                 |              |

### スタッフ
| 役職                                                         | 名前     | 備考 |
| ------------------------------------------------------------ | -------- | ---- |
| エグゼクティブディレクター                                   | 中澤才幸 |      |
| 監督                                                         | 篠崎寛   |      |
| シニアディレクター                                           | 韮崎昌彦 |      |
| コーチ                                                       | 多田将希 |      |
| マネージャー／アナリスト                                     | 窪田瑞紀 |      |
| メディカルトレーナー                                         | 小山晴樹 |      |
| フィジカルトレーナー                                         | 夏目善成 |      |
| 出典：チーム公式サイト Vリーグ公式サイト 更新：2024年8月19日 |          |      |